# Teresio Olivelli
Teresio Olivelli (ur. 7 stycznia 1916 w Bellagio, zm. 17 stycznia 1945 w Hersbruck) – włoski męczennik, błogosławiony Kościoła katolickiego.

## Życiorys
Urodził się w bardzo religijnej rodzinie. Studiował w Kolegium Ghislieri, następnie rozpoczął studia na uniwersytecie w Pawii, a także brał udział w działalności organizacyjnej w Akcji Katolickiej. Po ukończeniu studiów był profesorem prawa administracyjnego w Turynie. W czasie II wojny światowej został aresztowany 27 kwietnia 1944 roku w Mediolanie i trafił do więzienia, gdzie był torturowany. 17 stycznia 1945 roku został brutalnie pobity przez strażnika i zmarł. Został pośmiertnie odznaczony medalem Waleczności Wojskowej.
W 1996 roku rozpoczął się jego proces beatyfikacyjny. 16 czerwca 2017 papież Franciszek podpisał dekret uznający jego męczeństwo i 3 lutego 2018 odbyła się jego beatyfikacja.
Jego wspomnienie liturgiczne wyznaczono na 17 stycznia (dies natalis).